# Epimeriella macronyx
Epimeriella macronyx är en kräftdjursart som beskrevs av Walker 1906. Epimeriella macronyx ingår i släktet Epimeriella och familjen Epimeriidae. Inga underarter finns listade i Catalogue of Life.